# Зјуил (Тексас)
Зјуил (енгл. Zuehl) насељено је место без административног статуса у америчкој савезној држави Тексас.

## Демографија
По попису из 2010. године број становника је 376, што је 30 (8,7%) становника више него 2000. године.
| Група             | 2000.       | 2010.       |
| Белци             | 311 (89,9%) | 319 (84,8%) |
| Афроамериканци    | 0 (0,0%)    | 0 (0,0%)    |
| Азијати           | 2 (0,6%)    | 5 (1,3%)    |
| Хиспаноамериканци | 30 (8,7%)   | 46 (12,2%)  |
| Укупно            | 346         | 376         |